# Nanasei Iino
Nanasei Iino (飯野 七聖 Iino Nanasei?, Niigata, 2 de octubre de 1996) es un futbolista japonés que juega como centrocampista en el Vissel Kobe de la J1 League.

## Trayectoria

### Clubes
| Club                | País  | Año       |
| ------------------- | ----- | --------- |
| Thespakusatsu Gunma | Japón | 2019-2021 |
| Sagan Tosu          | Japón | 2021-2022 |
| Vissel Kobe         | Japón | 2022-     |

## Palmarés

### Títulos nacionales
| Título             | Club        | País  | Año  |
| ------------------ | ----------- | ----- | ---- |
| J1 League          | Vissel Kobe | Japón | 2023 |
| Copa del Emperador | Vissel Kobe | Japón | 2024 |
| J1 League          | Vissel Kobe | Japón | 2024 |